# Guise (tổng)
Tổng Guise là một tổng ở tỉnh Aisne trong vùng Hauts-de-France.

## Địa lý
Tổng này được tổ chức xung quanh Guise thuộc quận Vervins. Độ cao thay đổi từ 72 m (Bernot) đến 184 m (Marly-Gomont) với độ cao trung bình 112 m.

## Hành chính
| Giai đoạn | Ủy viên         | Đảng | Tư cách |
| --------- | --------------- | ---- | ------- |
| 2008-2014 | Daniel Cuvelier | PS   |         |
| 2001-2008 | Daniel Cuvelier | PS   |         |

## Các đơn vị cấp dưới
Tổng Guise gồm 19 xã với dân số là 11 305 người (điều tra năm 1999, dân số không tính trùng)
| Xã                            | Dân số | Mã bưu chính | Mã insee |
| ----------------------------- | ------ | ------------ | -------- |
| Aisonville-et-Bernoville      | 291    | 2110         | 02006    |
| Audigny                       | 207    | 2120         | 02035    |
| Bernot                        | 455    | 2120         | 02070    |
| Flavigny-le-Grand-et-Beaurain | 464    | 2120         | 02313    |
| Guise                         | 5 901  | 2120         | 02361    |
| Hauteville                    | 172    | 2120         | 02376    |
| Iron                          | 225    | 2510         | 02386    |
| Lavaqueresse                  | 209    | 2450         | 02414    |
| Lesquielles-Saint-Germain     | 848    | 2120         | 02422    |
| Macquigny                     | 362    | 2120         | 02450    |
| Malzy                         | 181    | 2120         | 02455    |
| Marly-Gomont                  | 429    | 2120         | 02469    |
| Monceau-sur-Oise              | 142    | 2120         | 02494    |
| Noyales                       | 141    | 2120         | 02563    |
| Proisy                        | 293    | 2120         | 02624    |
| Proix                         | 135    | 2120         | 02625    |
| Romery                        | 63     | 2120         | 02654    |
| Vadencourt                    | 605    | 2120         | 02757    |
| Villers-lès-Guise             | 182    | 2120         | 02814    |

## Biến động dân số
| 1962                                                     | 1968   | 1975   | 1982   | 1990   | 1999   |
| -------------------------------------------------------- | ------ | ------ | ------ | ------ | ------ |
| 12 819                                                   | 13 869 | 12 723 | 11 866 | 11 463 | 11 305 |
| Nombre retenu à partir de 1962 : dân số không tính trùng |        |        |        |        |        |